# Marin Gurămare
Pas d'image ? Cliquez ici

a Compétitions nationales et continentales officielles uniquement.

b Matchs officiels uniquement.
Marin Gurămare, né le 23 mai 1960 à Bucarest, est un joueur de rugby à XV, qui a joué avec l'équipe de Roumanie.

## Palmarès
- Vainqueur de la Trophée européen FIRA en 1983